# 純灰蝶屬
純灰蝶屬（Singleton，學名：Una）是灰蝶科眼灰蝶亞科中的一個屬。分佈於東南亞。

## 物種
- 純灰蝶 （Una usta） (Distant, 1886)
- Una philippensis (Schröder & Treadaway, 1986) —— 一些學者認為是純灰蝶的亞種。